# Cathétérisme cardiaque
Le cathétérisme cardiaque est une méthode d'exploration hémodynamique relativement ancienne. Elle consiste à introduire une sonde dans les différentes cavités cardiaques pour mesurer des pressions et le taux de saturation en oxygène du sang.

## Historique
Cette méthode date de plus d'un siècle et a été introduite par Auguste Chauveau. Il obtient les premiers enregistrements de pression des cavités cardiaques en introduisant un cathéter par la veine jugulaire dans le cœur d'un cheval.
En 1929, Werner Forssmann pratique sur lui-même le premier cathétérisme cardiaque humain,. Dès l'année suivante, en Autriche, Otto Klein publie la première utilisation sur des patients, avec, en particulier, une mesure du débit cardiaque. Durant la Seconde Guerre mondiale, André Frédéric Cournand et ses collaborateurs développent les techniques du cathétérisme cardiaque gauche et droit avec l'utilisation de la visualisation par rayons X.

## Indications de l'exploration hémodynamique
Cette exploration a plusieurs buts :
- confirmer une maladie cardiaque soupçonnée par d'autres examens ;
- quantifier l'importance de la maladie en question et son retentissement sur la fonction cardiaque ;
- chercher une cause à un symptôme (essoufflement, signes d'insuffisance cardiaque) ;
- faire un bilan avant une chirurgie cardiaque.

La technique du cathétérisme cardiaque peut être utilisée dans diverses circonstances :
- dans les cardiopathies valvulaires :
  - acquises, une exploration hémodynamique est souvent nécessaire pour poser l’indication opératoire et préciser les modalités du geste chirurgical ;
  - congénitales, il est habituellement nécessaire d’y recourir, afin de préciser la malformation dominante, de rechercher des lésions associées, éléments nécessaires pour juger de la possibilité d’un traitement chirurgical et en déterminer le moment et le type.
  - ischémiques ;
- chez les patients présentant un signe d'hypertension artérielle pulmonaire ou d'insuffisance cardiaque ;
- après chirurgie cardiaque, et notamment lorsque ses résultats semblent imparfaits, un cathétérisme pourra révéler le dysfonctionnement d’une prothèse valvulaire, ou une altération de la fonction ventriculaire méconnue en pré-opératoire.

## Techniques du cathétérisme cardiaque

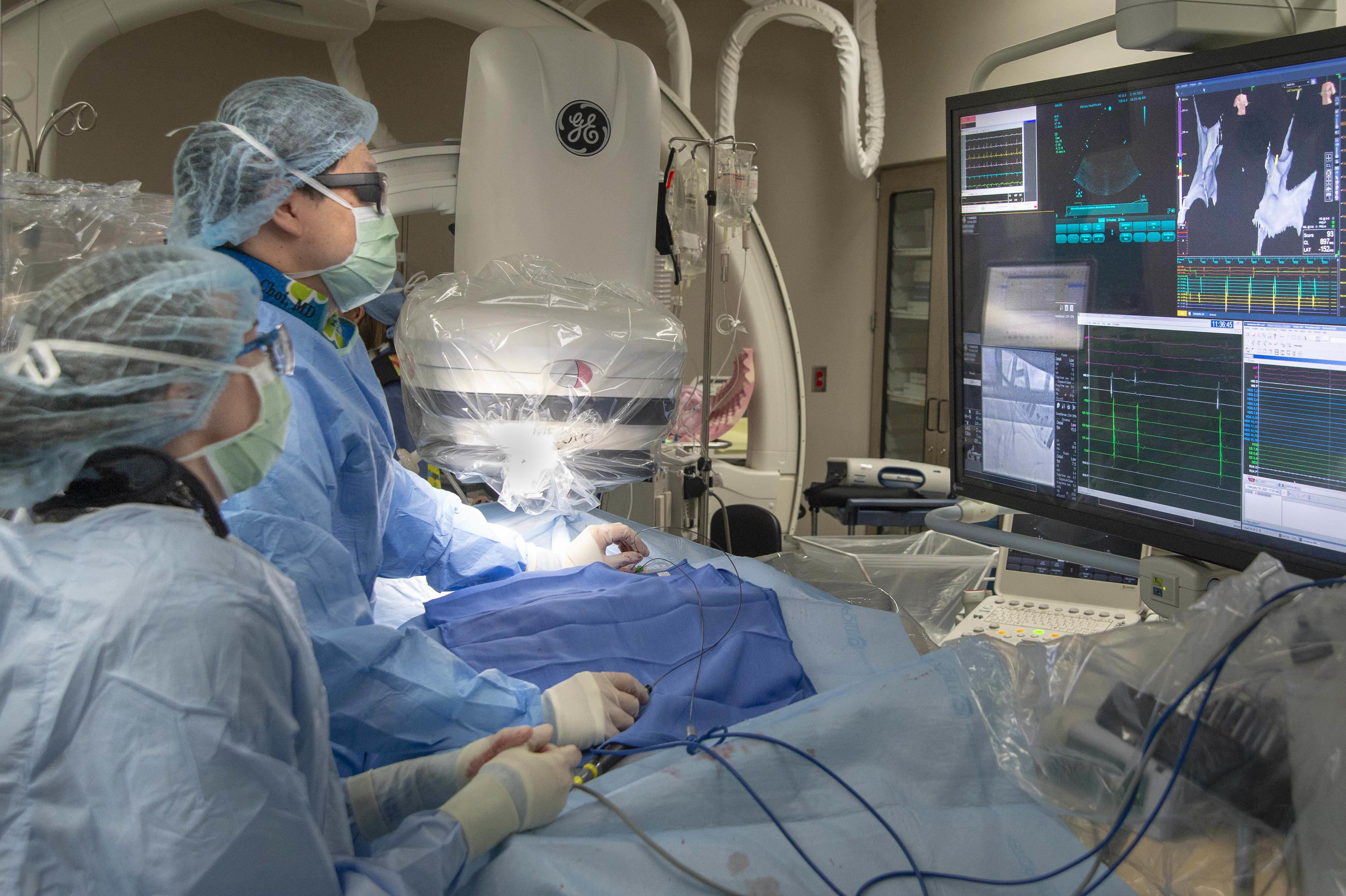
Cathétérisme cardiaque au Naval Medical Center de San Diego.

Il s'agit d'introduire une sonde (en général opaque aux rayons X) dans les cavités droite ou gauche du cœur. On l'utilise pour :
- mesurer les pressions intra-vasculaires et intra-cardiaques ;
- prélever des échantillons de sang ;
- injecter divers indicateurs pour mesurer le débit cardiaque[5], détecter et quantifier un shunt intra-cardiaque ;
- injecter des produits de contraste pour l'étude morphologique et cinétique des cavités et des vaisseaux.

### Cathétérisme des cavités droites
Cette technique nécessite l'emploi d'un désilet et d'une sonde ([[]]). Avant toute manipulation, la veine est soit dénudée soit ponctionnée par voie transcutanée.
L'exploration de ces cavités s'effectue sous anesthésie locale et sous asepsie chirurgicale. Le cathéter est introduit dans une veine superficielle (veine céphalique au niveau du pli du coude) ou dans une veine profonde (veine fémorale).
1. Ponction de la veine par une aiguille ;
2. Introduction du guide métallique dans l'aiguille dans la lumière de la veine ;
3. Introduction de l'ensemble perforateur-gaine (désilet) sur le guide ;
4. Retrait du perforateur : il ne reste donc que la gaine dans la veine.
5. Introduction successive de sondes différentes en fonction du type de l'examen.

Les sondes sont radio-opaques et leur introduction est contrôlée sous scopie rayons X par amplificateur de brillance.

### Cathétérisme des cavités gauches
Toujours sous anesthésie locale et sous asepsie chirurgicale, la même technique, dite « de Seldinger » est employée. L'artère fémorale (ou l'artère humérale ou l'artère radiale) est ponctionnée en s'assurant qu'il existe un jet de sang rouge et pulsatile. Le guide métallique est placé dans la lumière de l'artère et la sonde est poussée jusque dans le ventricule gauche.
L'oreillette gauche ne permet pas d'être atteinte par cette voie, son orifice étant pratiquement parallèle à celui de l'aorte. Dans ce cas, on utilise la voie transeptale : la sonde munie à son extrémité d'une aiguille, est introduite par la veine fémorale commune, passe dans l'oreillette droite, puis dans l'oreillette gauche à travers le septum (paroi séparant les deux oreillettes).

## Mesure des pressions intra-vasculaire et intra-cardiaque
La mesure des pressions se fait à l'aide d'un manomètre. Dans le cas d'un cathétérisme cardiaque, il existe deux types de manomètres.
- L'électromanomètre : il est placé à l'extérieur de l'organisme. Le système électrique qui lui est associé reçoit la pression transmise par l'intermédiaire de la colonne liquidienne incluse dans le cathéter. C'est le cas le plus fréquent. Dans ce cas, l’inertie de la colonne liquidienne et des phénomènes de résonance sont à l’origine de la distorsion dans la morphologie des courbes enregistrées.
- Le micromanomètre : il est placé à l'extrémité de la sonde et est donc introduit directement dans la circulation. Ce microcapteur a des caractéristiques de réponse en fonction de la fréquence bien supérieures à celles des systèmes conventionnels et donnent des courbes qui peuvent servir à l’étude de la contractilité myocardique.

## Diagnostics après le cathétérisme cardiaque
- Détection de la présence d'un rétrécissement valvulaire par la mise en évidence d'un gradient de pression de part et d'autre des valves cardiaques. L'aire A de la valve peut ainsi être estimée grâce à la « formule de Gorlin »[7] : A=F/(C×√2gh) F étant le débit cardiaque, g la constante de gravitation et h le gradient de pression. C est une constante empirique censée tenir compte, entre autres, des frottements. Cette formule est utilisée essentiellement pour la valve mitrale et la valve aortique. Le gradient de pression est calculé soit sur la différence des pressions maximales, solution la plus aisée mais incorrecte conceptuellement, les deux pics n'étant pas simultanés, soit par le calcul du « gradient moyen ». Idéalement la mesure des pressions de part et d'autre de la valve doit être simultanée (nécessité de deux cathéters). En pratique, on se contente souvent d'une « courbe de retrait », la même sonde étant positionnée successivement de chaque côté de la valve. À noter que dans le cas d'un rétrécissement mitral, le positionnement d'une sonde au-dessus de la valve mitrale (dans l'oreillette gauche) n'est pas simple pour des raisons anatomiques (coude). Dans ce cas, c'est la pression du capillaire pulmonaire, prise par un cathéter à ballonnet bloqué dans une artériole pulmonaire, qui fait office de pression « au-dessus de la valve ».
- Détection des shunts intra-cardiaques par la présence d'anomalies du trajet du cathéter ou par l'augmentation du taux d'oxygène dans les cavités.
- Calcul du débit cardiaque par la « méthode de Fick » : mesure du temps d'arrivée d'un liquide froid injecté à une distance connue du bout de la sonde comportant le capteur thermique.
- Quantification des fuites valvulaires : elle peut être faite en faisant la différence entre le débit cardiaque calculé par angiographie ventriculaire gauche (volume d'éjection systolique*fréquence cardiaque) avec le débit mesuré par la méthode de Fick. Cette technique est cependant complexe et imprécise et on se contente, le plus souvent, d'une estimation semi-quantitative par injection d'un produit de contraste dans la racine de l'aorte pour une insuffisance aortique ou dans le ventricule gauche pour une insuffisance mitrale[8].

## Complications des explorations hémodynamiques
Il faut connaître parfaitement les risques liés au cathétérisme et s’assurer de l’utilité d’une telle technique avant de l’appliquer.
La mortalité (%) de l'exploration hémodynamique (cathétérisme et coronarographie)
varie avec l'âge, la cardiopathie en cause et son degré de décompensation, selon le
tableau ci-dessous :
| Mortalité globale (%)                                                                      | 0,14           |
| Âge > 60 ans                                                                               | 0,25           |
| Âge > 80 ans                                                                               | 0,8            |
| Coronaropathies Maladie coronaire monotronculaire Maladie tri-tronculaire Sténose du tronc | 0,03 0,16 0,86 |
| Insuffisance cardiaque Classe I ou II de la NYHA Classe III Classe IV                      | 0,02 0,12 0,67 |
| Valvulopathies                                                                             | 0,28           |